# Hans Dörries
Hans Dörries (* 12. Juli 1897 in Wesermünde-Lehe; † 9. Mai 1945 in Dresden) war ein deutscher Geograph und Hochschullehrer.

## Leben
Von 1916/18 bis 1924 studierte Dörries Geographie und Geschichte bei Hermann Wagner und Wilhelm Meinardus an der Universität Göttingen. 1924 erfolgte die Promotion in Göttingen, er wurde Assistent bei Meinardus. 1927 folgte die Habilitation in Göttingen. 1934 wurde er zum nichtbeamteten außerordentlichen Professor in Göttingen ernannt. Von 1936 bis 1945 war Dörries ordentlicher Professor für Geographie an der Universität Münster. Von 1936 bis zu seinem Tod war er Vorsitzender der Geographischen Kommission für Westfalen.
Im April 1936 wurde Dörries zum Leiter der Hochschularbeitsgemeinschaft für Raumforschung in Westfalen ernannt. In den Jahren 1936 bis 1939 wurde Dörries mit fast 30.000 Reichsmark durch die Reichsarbeitsgemeinschaft für Raumforschung gefördert. Am 18. Juni 1937 beantragte er die Aufnahme in die NSDAP und wurde rückwirkend zum 1. Mai desselben Jahres aufgenommen (Mitgliedsnummer 4.562.798). Am 17. September des gleichen Jahres wurde Dörries zum ordentlichen Mitglied der Historischen Kommission für Westfalen berufen. Von 1940 bis 1945 war er Dozentenbundführer an der Universität Münster. 1943 zum Mitglied der Leopoldina gewählt, wurde er 1945 von sowjetischen Soldaten erschossen. Ein wissenschaftlicher Nachlass Dörries’, inkl. Manuskripten und Korrespondenzen befindet sich im Archiv für Geographie des Leibniz-Instituts für Länderkunde in Leipzig.

## Schriften (Auswahl)
- Die Städte im oberen Leinetal Göttingen, Northeim und Einbeck. Ein Beitrag zur Landeskunde Niedersachsens und zur Methodik der Stadtgeographie (= Landeskundliche Arbeiten des Geographischen Seminars der Universität Göttingen. Bd. 1). Vandenhoeck und Ruprecht, Göttingen 1925 (Dissertation).
- Hamburg und die Niederelbe, Niedersachsen, Harz (= Landeskunde von Norddeutschland. Bd. 1). Seemann, Leipzig 1926.
- Entstehung und Formenbildung der niedersächsischen Stadt. Eine vergleichende Städtegeographie (= Zentralausschuß für deutsche Landeskunde: Forschungen zur deutschen Landes- und Volkskunde. Bd. 27,2). Engelhorn, Stuttgart 1929 (Habilitationsschrift).
- Die Britischen Inseln. In: Handbuch der geographischen Wissenschaft. Band 7: West- und Nordeuropa. Athenaion, Potsdam 1938, S. 221–416.
- Siedlungs- und Bevölkerungsgeographie 1908–1938. In: Geographisches Jahrbuch. Band 55 (1940), S. 3–380.